# Alicia Aguirre Bustillos
Alicia Aguirre Bustillos (Cerro Colorao, Balleza, 15 de junio de 1949) es maestra rural, política y activista indígena de la sierra tarahumara,  origen ralámuli y hablante de la lengua materna. Educadora bilingüe, gestora, líder y persona activa en la organización tradicional, transmisora del patrimonio cultural. 

## Formación
Sus padres fueron Simón Aguirre Cruz y Guadalupe Bustillos Bustillos, de origen ralámuli, vivieron en un contexto de múltiples desigualdades sociales de pobreza y marginación, huyó de su casa para poder estudiar y evadir el matrimonio infantil. 
Es egresada de la primera generación del Internado Femenil de Primera enseñanza para mujeres indígenas de la sierra tarahumara en 1966. En donde aprendió hablar el español, leer y escribir. 
En la búsqueda de la igualdad de oportunidades para las mujeres indígenas ingresar a la Secretaría de Educación Pública el 1° de Septiembre de 1966 como promotora bilingüe, contratada en esos años por el Instituto Nacional Indigenista.
En 1973 obtiene su título de Profesora de Educación Primaria con Estudios superiores en la Dirección General de Mejoramiento Profesional del Magisterio en Chihuahua.
Puso en práctica las políticas públicas y el modelo de educación bilingüe bicultural con el Plan de Desarrollo Nacional, con prácticas educativas sobre la cultura y la lengua materna, que se oficializó a finales de los 70, para detener la castellanización y aculturación de los indígenas. También participó en el “Plan Tarahumara” del gobierno federal.

## Activismo
Fue a la primera mujer de origen ralámuli en ser presidenta del Consejo Supremo Tarahumara,  Organización indígena autónoma avalada por la Organización de las Naciones Unidas, en 1994, nombramiento que desde 1939 fue ocupado por varones.Dentro de sus gestiones, recibe el 13 de agosto de 2009 la Declaratoria de los derechos indígenas en lengua materna de los grupos originarios Guarijío, Ralámuli  y Tepehuano,  resaltando con ello la educación intercultural bilingüe en el estado de Chihuahua, siendo modelo a nivel nacional.
En el año 2012, con el objetivo de trabajar en conjunto con gobierno federal y ser considerados en el Plan Nacional de Desarrollo para la implementación de acciones encaminadas a terminar con las desigualdades, pobreza y hambre que aquejan a la Sierra Tarahumara. Firma convenio y da  arranque de la cruzada contra el hambre en la Sierra Tarahumara en el municipio de Guachochi.
El 1 de noviembre de 2022, firma carta de intención para el hermanamiento de comunidades rarámuri con el Secretario de Relaciones Exteriores de México en beneficio de los maratonistas de la sierra tarahumara.
Su lucha social y política, la llevó a ocupar puestos políticos: Suplente como diputación local del distrito 22; Regidora en varias administraciones y Directora de Asuntos Indígenas en el municipio de Guachochi; Delegada de la Senectud en Guachochi 1989-1991;  Auxiliar de la Procuraduría de Asuntos Indígenas 1992-1994, Procuradora de Asuntos Indígenas en Guachochi, Batopilas y Morelos de 1995-1997,   Secretaria de Acción Femenil del Consejo Supremo Tarahumara,  Consejera política Municipal y Estatal.  Traductora indígena por la Comisión Estatal de Derechos Humanos

## Reconocimiento
El 8 de marzo de 2023 en conmemoración del día internacional de la mujer. La Instancia de la Mujer a través de la Presidencia Municipal de Guachochi la hace merecedora al reconocimiento ”Guachochense destacada 2023” por su trayectoria académica, política y  lucha social en beneficio de las comunidades de la Sierra Tarahumara.